# Murder Party (miniserie televisiva)
Murder Party (Petits meurtres en famille) è una miniserie televisiva francese del 2006. La fiction, composta da quattro episodi, è ispirata al romanzo Il Natale di Poirot di Agatha Christie, ed è incentrata sulle indagini riguardo all'omicidio di un tirannico capofamiglia.
I personaggi degli investigatori Larosière e Lampion sono protagonisti della successiva serie Little Murders by Agatha Christie (Les Petits Meurtres d'Agatha Christie) (2009), sempre interpretati da Antoine Duléry e Marius Colucci.

## Trama
Francia, 1939. Per festeggiare il suo settantesimo compleanno, il tirannico uomo d'affari Simon Le Tescou riunisce al suo castello la famiglia, che lo detesta. Dopo cena si sente un urlo, e il suo cadavere viene ritrovato nello studio, rimasto però chiuso a chiave. Viene chiamato ad indagare il veterano commissario Larosière, assistito dal giovane ispettore Lampion, e tutti i parenti, domestici e invitati risultano in qualche modo sospetti.

## Distribuzione
Le quattro parti della miniserie sono stati trasmessi:
- in Francia, su France 2 dal 14 novembre al 5 dicembre 2006
- in Belgio, su La Une dal 7 al 28 novembre 2006
- in Svizzera su TSR1 tra il 10 e il 17 novembre 2006
- in Giappone dal 20 giugno 2008
- in Italia su Fox Crime dall'8 novembre 2008, suddivisa in otto episodi della durata di 45 minuti l'uno.